# Juan María Bordaberry
Juan María Bordaberry Arocena (født 17. juni 1928 i Montevideo, død 17. juli 2011 i Montevideo) var en uruguayansk politiker og kvægbruger, der var præsident 1972-76, deraf en stor del af tiden med diktatorisk magt, der fulgte, efter at han opløste nationalforsamlingen i 1973. Han regerede derpå med støtte fra militæret, indtil han blev styrtet i 1976.